# François Chabaud
François Chabaud (* 5. September 1971) ist ein ehemaliger französischer Triathlet. Er ist Ironman-Sieger (2002) und wird in der Bestenliste französischer Triathleten auf der Ironman-Distanz geführt.

## Werdegang
Chabaud stammt aus der Provence und begann schon im Alter von 15 Jahren mit dem Triathlonsport. Er war vorwiegend bei Bewerben auf der Langdistanz aktiv und zeichnete sich immer wieder als besonders starker Radfahrer aus.

### Sieger Ironman 2002
2002 holte er sich die Goldmedaille bei der Erstaustragung des Ironman France und im Oktober wurde er Sechster beim Ironman Hawaii (Ironman World Championships).

### Vize-Weltmeister Triathlon Langdistanz 2008
2008 wurde er Zweiter und im August 2010 in Immenstadt Dritter bei der Triathlon-Weltmeisterschaft auf der Langdistanz (4 km Schwimmen, 130 km Radfahren und 30 km Laufen).
2013 beendete François Chabaud seine aktive Karriere.

## Sportliche Erfolge
| Datum/Jahr    | Rang | Wettbewerb                           | Austragungsort        | Zeit     | Bemerkung |
| ------------- | ---- | ------------------------------------ | --------------------- | -------- | --- |
| 20. Mai 2012  | 5    | Ironman 70.3 Austria                 | St. Pölten            | 03:57:26 | |
| 25. Sep. 2011 | 4    | Ironman 70.3 Pays d’Aix France       | Aix-en-Provence       | 03:53:09 | |
| 5. Juni 2011  | 3    | Challenge Kraichgau                  | Kraichgau             | 03:54:49 | auf der Mitteldistanz                                                                                                  |
| 25. Mai 2008  | 1    | Challenge France                     | Niederbronn-les-Bains | 03:51:47 | Sieg über die Mitteldistanz (1,9 km Schwimmen, 90 km Radfahren und 21,1 km Laufen) neben Belinda Granger bei den Damen |
| 3. Apr. 2004  | 1    | Ralph′s California Half-Ironman      | Oceanside             | 04:01:04 | vor Luke Bell und Rutger Beke                                                                                          |
| 1996          | 12   | ETU Triathlon European Championships | Szombathely           | 01:44:40 | Europameisterschaft der ETU                                                                                            |

| Datum/Jahr    | Rang | Wettbewerb                                      | Austragungsort | Zeit     | Bemerkung                                              |
| ------------- | ---- | ----------------------------------------------- | -------------- | -------- | ------------------------------------------------------ |
| 14. Apr. 2013 | 5    | Ironman South Africa                            | Port Elizabeth | 08:29:30 | [ 3 ]                                                  |
| 24. Juni 2012 | 3    | Ironman France                                  | Nizza          | 08:45:23 |                                                        |
| 26. Juni 2011 | 2    | Ironman France                                  | Nizza          | 08:37:18 | [ 4 ]                                                  |
| 1. Aug. 2010  | 3    | ITU Long Distance Triathlon World Championships | Immenstadt     | 06:32:04 | Langdistanz-WM                                         |
| 13. Juli 2008 | 5    | Challenge Roth                                  | Roth           | 08:23:44 |                                                        |
| 30. Aug. 2008 | 2    | ITU Long Distance Triathlon World Championships | Almere         |          | zweiter Rang hinter seinem Landsmann Julien Loy        |
| 13. Apr. 2008 | 4    | Ironman South Africa                            | Port Elizabeth | 08:33:53 | mit neuem Rekord auf der Radstrecke (04:24:17 Stunden) |
| 15. Juli 2007 | 13   | ITU Long Distance Triathlon World Championships | Lorient        | 03:40:34 |                                                        |
| Aug. 2006     | 3    | Embrunman                                       | Embrun         |          |                                                        |
| 25. Juni 2006 | 3    | Ironman France                                  | Nizza          |          |                                                        |
| 22. Aug. 2005 | 2    | Ironman UK                                      | Sherborne      | 09:07:29 | zweiter Rang hinter dem Neuseeländer Bryan Rhodes      |
| 6. Aug. 2005  | 8    | ITU Long Distance Triathlon World Championships | Fredericia     | 05:48:25 |                                                        |
| 15. Aug. 2004 | 2    | Embrunman                                       | Embrun         | 10:10:24 | Zweiter hinter dem Spanier Javier Martinez-Rubio       |
| 14. Sep. 2003 | 2    | Triathlon International de Nice                 | Nizza          |          |                                                        |
| 6. Juli 2003  | 3    | Challenge Roth                                  | Roth           | 08:23:02 | [ 7 ]                                                  |
| 19. Okt. 2002 | 6    | Ironman Hawaii                                  | Hawaii         | 08:40:39 | Ironman World Championships                            |
| 22. Sep. 2002 | 7    | ITU Long Distance Triathlon World Championships | Nizza          | 06:29:14 |                                                        |
| 22. Juni 2002 | 1    | Ironman France                                  | Nizza          |          |                                                        |
| Aug. 2000     | 1    | Embrunman                                       | Embrun         |          |                                                        |
| 18. Juni 2000 | 3    | ITU Long Distance Triathlon World Championships | Nizza          | 06:26:49 | beim Triathlon International de Nice                   |
| 10. Juli 1999 | 12   | ITU Long Distance Triathlon World Championships | Säter          | 05:56:36 |                                                        |
| 8. Juni 1997  | 17   | ITU Long Distance Triathlon World Championships | Nizza          | 05:56:09 |                                                        |

(DNF – Did Not Finish)